# معذبو الأرض
معذبو الأرض هو كتاب صدر عام 1961 لمؤلفه فرانتس فانون، يطرح فيه المؤلف تحليلًا نفسيًا ونفسيًا للآثار المدمرة للاستعمار على الفرد والأمة وتبعات حركة إنهاء الاستعمار في المجتمع والعرف والسياسة. عنوان الكتاب بالفرنسية مأخوذ من كلمة ضحايا الاضطهاد في نشيد الأممية.

## الملخص
تكلم فانون عن السلامة العقلية للفرد والجماعة، وعن استعمال اللغة في وضع ألفاظ مثل المستعمر والمستعمر لتثبيت فكرة السيد والعبد، عن شأن المفكر في الثورة.
ذهب فانون إلى أن طائفة من الطبقة العاملة الذي استعمرت بلادهم ولا يشاركون في الإنتاج الصناعي، وخاصة الفلاحين، بخلاف عمال المدن، لهم من الاستقلال الفكري ما يكفي لأن ينقلبوا على المستعمرين. من بين المقالات المتضمنة في The Wretched of the Earth «على الثقافة الوطنية»، والتي يسلط فيها فانون الضوء على ضرورة أن يكتشف كل جيل مهمته والكفاح من أجلها.

## في العنف
القسم الأول من كتاب فانون في العنف.ى ويفسر فيه العنف من جهة المستعمرين ودعاة الاستقلال. ورى فانون أن إنهاء الاستعمار عملية عنيفة دون استثناء.
ويرى أن الانقلاب والثورة تبدأ بفكرة التغيير المنظم والكامل التي تصير على الأرض مجرد انتقال للسلطة.

## الترجمة
- نقله للعربية سامي الدروبي وجمال الأتاسي
- نقله للفارسية علي شريعتي باللغة للأردية سجاد باقر رضوي (1969)نقله للسندية عبد الواحد عطار
- نقله للتركية لطفي فوزي طوباش أوغلو
- نقله للألبانية محمد كولاشي [الإنجليزية] (بريشتينا، 1984)

## روابط خارجية
- معذبو الأرض على موقع الموسوعة البريطانية (الإنجليزية)